# Comostola rufimargo
Comostola rufimargo är en fjärilsart som beskrevs av W. Warren 1906. Comostola rufimargo ingår i släktet Comostola och familjen mätare. Inga underarter finns listade i Catalogue of Life.